# Charles Dvorak
Charles Edward Dvorak (Chicago, 27 november 1878 – Seattle, 18 december 1969) was een Amerikaanse atleet, die gespecialiseerd was in het polsstokhoogspringen. Hij werd olympisch kampioen en meervoudig Amerikaans kampioen op deze discipline.

## Biografie
Hij was student aan de Universiteit van Michigan en hier lid van het atletiekteam. In 1900 won zijn universiteit met hem de studentenkampioenschappen bij het polsstokhoogspringen en plaatste zich hiermee voor de Olympische Spelen van Parijs.
Met vier landgenoten zou hij op 14 juli 1900 meedoen aan de polsstokhoogspringwedstrijd op de Olympische Spelen, maar de organisatie verschoof deze naar zondag 15 juli 1900. Door zijn geloof kon hij niet meedoen aan deze wedstrijd en besloot samen met Bascom Johnson en Daniel Horton af te zien van zien van deelname. Bij een revanchewedstrijd werd hij tweede met een hoogte van 3,35 m achter Daniel Horton, die 3,45 m sprong. Hiermee sprongen ze beide hoger dan de olympisch kampioen Irving Baxter (3,30 m). Ook Bascom Johnson sprong met 3,38 m hoger bij deze revanchewedstrijd. Officiële erkenning kreeg deze wedstrijd niet.
Dvorak vertegenwoordigde de Verenigde Staten bij het polsstokhoogspringen op de Olympische Spelen van 1904 in Saint Louis. Met een beste poging van 3,505 m (olympisch record) versloeg hij zijn landgenoten LeRoy Samse (zilver) en Louis Wilkins (brons).

## Titels
- Olympisch kampioen polsstokhoogspringen - 1904
- Amerikaans kampioen polsstokhoogspringen - 1901, 1902, 1903

## Persoonlijke records
| Onderdeel            | Prestatie | Jaar |
| -------------------- | --------- | ---- |
| polsstokhoogspringen | 3,58 m    | 1904 |

## Palmares

### Polsstokhoogspringen
- 1904:  OS - 3,505 m (OR)

1896: Welles Hoyt ·
1900: Irving Baxter ·
1904: Charles Dvorak ·
1908: Edward Cook & Alfred Gilbert ·
1912: Harry Babcock ·
1920: Frank Foss ·
1924: Lee Barnes ·
1928: Sabin Carr ·
1932: Bill Miller ·
1936: Earle Meadows ·
1948: Guinn Smith ·
1952: Bob Richards ·
1956: Bob Richards ·
1960: Don Bragg ·
1964: Fred Hansen ·
1968: Bob Seagren ·
1972: Wolfgang Nordwig ·
1976: Tadeusz Ślusarski ·
1980: Władysław Kozakiewicz ·
1984: Pierre Quinon ·
1988: Serhij Boebka ·
1992: Maksim Tarasov ·
1996: Jean Galfione ·
2000: Nick Hysong ·
2004: Tim Mack ·
2008: Steven Hooker ·
2012: Renaud Lavillenie ·
2016: Thiago Braz da Silva ·
2020: Armand Duplantis ·
2024: Armand Duplantis